# Trichogramma bezdencovii
Trichogramma bezdencovii is een vliesvleugelig insect uit de familie Trichogrammatidae. De wetenschappelijke naam is voor het eerst geldig gepubliceerd in 1968 door Bezdenko.